# Henri Prost
(Léon) Henri Prost (* 25. Februar 1874 in Paris; † 16. Juli 1959 ebenda) war ein französischer Architekt und Stadtplaner. Seine Haupttätigkeitsgebiete waren der Großraum Paris, Casablanca, die marokkanische Küste und Istanbul. Bereits in den 1920er Jahren warnte Prost vor den desaströsen Folgen einer Landschaftszerstörung durch ungezügelte Bautätigkeit.

## Ausbildung
Prost studierte an der École Spéciale d’Architecture (deren Direktor er später werden sollte) und der École des Beaux-Arts, beide in Paris. Er war Schüler von Marcel Lambert. 1902 gewann er den Prix de Rome (Preis von Rom) für den Entwurf des Gebäudes einer Nationaldruckerei. 1910 erhielt er den ersten Preis im Wettbewerb für die Neuordnung der Infrastruktur von Antwerpen. Eine vergleichbare Aufgabe für Paris bearbeitete er 1911 gemeinsam mit Eugène Alfred Hénard und Alfred Agache; sein Konzept verknüpfte Außenbereiche der Stadt mit dem Zentrum durch ein System von Straßen und Grünkorridoren.

## Wirken
Prosts erste Arbeit im orientalischen Raum war ein Sanierungskonzept für die Hagia Sophia. 1913 wurde Prost von Hubert Lyautey eingeladen, in Marokko stadtplanerisch tätig zu werden. Er entwarf für Casablanca einen Hafen auf einem trockengelegten Areal und einen repräsentativen Straßenzug in der Art der La Canebière in Marseille. Außerdem führte er Planungen entlang zahlreicher Orte der marokkanischen Küste aus.
1936 folgte Prost einer Einladung in die Türkei durch Mustafa Kemal Atatürk, der ihn mit dem Generalplan für Istanbul beauftragte. Nach einer zweijährigen Analyse entwarf er neue Gebäude, Straßen, Brücken, Plätze und Grünanlagen. Er versuchte, die Sozialstruktur der Altstadtteilzentren zu erhalten. Er ließ für den Gezi-Park im Stadtteil Beyoğlu die Topçu-Kaserne und das Taksim-Stadion abbrechen. Er hielt Sichtachsen auf das Goldene Horn und den Bosporus frei. Prosts Aufenthalt in der Türkei dauerte bis 1951.
Prost lehrte am Institute d’Urbanisme der Pariser Universität. Er wirkte bei der Gründung der Société française des urbanistes mit.

## Ausgewählte Arbeiten
- 1917–1922: Planungen zu Casablanca
- 1914–1922: Stadtentwicklungspläne zu Fès, Marrakesch, Meknès und Rabat
- 1922: Regionalplanung im Département Var
- 1928–1935: Städtebau-Projekt in der Region Île-de-France (mit Remaury Pierre und Jean Royer)
- 1928–1939: Regionalplan für Groß-Paris
- 1928–1930: Stadtplanungen in Metz
- 1932–1939: Stadtplanungen in Algier
- 1936–1951: Stadtplanung im Zentrum von Istanbul

## Auszeichnungen
- 1902: Grand Prix de Rome
- 1910: Erster Preis beim internationalen Städtebau-Wettbewerb zu Planungen von Antwerpen
- 1911: Ehrenmedaille des Salon des artistes français
- 1933: Mitglied der Académie des Beaux-Arts[1]
- 1938: Mitglied der Académie royale des Sciences, des Lettres et des Beaux-Arts de Belgique[2]
- Orden: Ehrenlegion (Commandeur), Palmes Académiques, Arts et letters

## Weblink
- Archiv zu Henri Prost in der Académie d’architecture (Paris)